# Karl Wilhelm von Dalla Torre
Karl Wilhelm von Dalla Torre (14 de julio de 1850, Kitzbühel, Tirol - 6 de abril de 1928, Innsbruck) fue un naturalista y entomólogo austríaco.
Dalla Torre estudió Ciencias naturales en la Universidad de Innsbruck. Luego trabajó como entomólogo en esa universidad y en 1895 pasó a ser Profesor de Zoología de esa institución.

## Algunas publicaciones
- Catalogus hymenopterorum hucusque descriptorum systematicus et synonymicus. vol. 1-10. Leipzig 1894-
- con Anton Hartinger [Ill.] Atlas der Alpenflora. Viena: Verl. d. Dt. u. Österr. Alpenvereins, 1882-1884
- Die Alpenpflanzen im Wissensschatz der deutschen Alpenbewohner 1905
- Flora der gefürsteten Grafschaft Tirol, des Landes Vorarlberg und des Fürstentums Liechtenstein", gemeinsam mit Ludwig von Sarnthein. 1900-1913
- con Heinrich von Ficker Klimatographie von Tirol und Vorarlberg. Viena: Gerold, 1909

Sobre otros Catálogos de Lepidoptera, Coleoptera, Hymenoptera, y otros trabajos ver enlaces

## Abreviatura (zoología)
La abreviatura Dalla Torre  se emplea para indicar a Karl Wilhelm von Dalla Torre como autoridad en la descripción y taxonomía en zoología.